# Zweden op het Eurovisiesongfestival 1995
Melodifestivalen 1995 was de vierendertigste editie van de liedjeswedstrijd die de Zweedse deelnemer voor het Eurovisiesongfestival oplevert. De winnaar werd bepaald door de regionale jury's. Er keken 3.646.000 mensen op televisie naar deze editie.

## Uitslag
| Nr. | Artiest                                                | Liedje                  | Producers van het liedje                                | Punten | Plaats |
| --- | ------------------------------------------------------ | ----------------------- | ------------------------------------------------------- | ------ | ------ |
| 1   | Ulrika Bornemark & Göran Rudbo                         | Jag tror på dig         | Dan Bornemark, Ulrika Bornemark                         | -      | -      |
| 2   | Jessica G. Pilnäs                                      | Jag ger dig allt        | Christer Lundh, Mikael Wendt                            | 45     | 3e     |
| 3   | Paula Åkesdotter-Jarl                                  | Om du inte tror mig     | John Ekedahl                                            | 31     | 4e     |
| 4   | Jan Johansen                                           | Se på mig               | Ingela 'Pling' Forsman, Bobby Ljunggren, Håkan Almqvist | 64     | 1e     |
| 5   | Björn Hedström                                         | Du är drömmen jag drömt | Anders Börjesson                                        | -      | -      |
| 6   | Arvingarna                                             | Bo Diddley              | Lasse Holm, Gert Lengstrand                             | -      | -      |
| 7   | Tina Leijonberg & Monica Silverstrand                  | Himmel på vår jord      | Per Andréasson                                          | -      | -      |
| 8   | Nick Borgen                                            | Joanna                  | Stephan Berg                                            | -      | -      |
| 9   | Cecilia Vennersten                                     | Det vackraste           | Nanne Grönvall, Maria Rådsten, Peter Grönvall           | 61     | 2e     |
| 10  | Lasse Lindbom, Janne Bark, Simon Ådahl & Michael Stolt | Följ dina drömmar       | Per Andréasson, Anders Dannvik                          | 30     | 5e     |

## Stemming

### Jury's
| Liedje              | Luleå | Umeå) | Sundsvall | Falun | Örebro | Karlstad | Göteborg | Malmö | Växjö | Norrköping | Stockholm | Totaal |
| ------------------- | ----- | ----- | --------- | ----- | ------ | -------- | -------- | ----- | ----- | ---------- | --------- | ------ |
| Jag ger dig allt    | 6     | 6     | 4         | 4     | 2      | 8        | 2        | 6     | 2     | 1          | 4         | 45     |
| Om du inte tror mig | 1     | 4     | 1         | 1     | 8      | 4        | 1        | 1     | 6     | 2          | 2         | 31     |
| Se på mig           | 8     | 8     | 6         | 2     | 6      | 6        | 6        | 4     | 4     | 8          | 6         | 64     |
| Det vackraste       | 2     | 1     | 8         | 6     | 4      | 2        | 8        | 8     | 8     | 6          | 8         | 61     |
| Följ dina drömmar   | 4     | 2     | 2         | 8     | 1      | 1        | 4        | 2     | 1     | 4          | 1         | 30     |

## In Dublin
In Ierland moest Zweden optreden als 18de,net na Cyprus en voor Denemarken. Aan het einde van de puntentelling was gebleken dat Zweden 3de geworden met een totaal van 100 punten.
Men ontving 3 keer het maximum van de punten.
België had geen punten over voor deze inzending en Nederland deed niet mee in 1995.

### Gekregen punten

#### Finale
| 12 punten                          | 10 punten          | 8 punten                            | 7 punten                | 6 punten                        |
| ---------------------------------- | ------------------ | ----------------------------------- | ----------------------- | ------------------------------- |
| - Denemarken - Duitsland - Ierland | - Polen            | - Noorwegen - Oostenrijk - Portugal |                         | - Rusland - Verenigd Koninkrijk |
| 5 punten                           | 4 punten           | 3 punten                            | 2 punten                | 1 punt                          |
|                                    | - Cyprus - IJsland | - Frankrijk - Malta                 | - Bosnië en Herzegovina | - Slovenië - Turkije            |

### Punten gegeven door Zweden

#### Finale
Punten gegeven in de finale:
| 12 punten | Denemarken          |
| 10 punten | Ierland             |
| 8 punten  | Cyprus              |
| 7 punten  | Slovenië            |
| 6 punten  | IJsland             |
| 5 punten  | Verenigd Koninkrijk |
| 4 punten  | Oostenrijk          |
| 3 punten  | Frankrijk           |
| 2 punten  | Israël              |
| 1 punt    | Malta               |